# Prégilbert
Prégilbert is een gemeente in het Franse departement Yonne (regio Bourgogne-Franche-Comté) en telt 146 inwoners (1999). De plaats maakt deel uit van het arrondissement Auxerre.

## Geografie
De oppervlakte van Prégilbert bedraagt 6,7 km², de bevolkingsdichtheid is 21,8 inwoners per km².
De onderstaande kaart toont de ligging van Prégilbert met de belangrijkste infrastructuur en aangrenzende gemeenten.

## Demografie
Onderstaande figuur toont het verloop van het inwonertal (bron: INSEE-tellingen).